# Tecacalax
Tecacalax är en ort i Mexiko.   Den ligger i kommunen Yahualica och delstaten Hidalgo, i den sydöstra delen av landet, 180 km norr om huvudstaden Mexico City. Tecacalax ligger 442 meter över havet och antalet invånare är 140.
Terrängen runt Tecacalax är kuperad. Runt Tecacalax är det ganska tätbefolkat, med 100 invånare per kvadratkilometer. Närmaste större samhälle är Xochiatipan de Castillo, 10,2 km öster om Tecacalax. I omgivningarna runt Tecacalax växer huvudsakligen savannskog.